# Kroatische Eishockeynationalmannschaft
| Kroatische Eishockeynationalmannschaft                         | Kroatische Eishockeynationalmannschaft |
| -------------------------------------------------------------- | -------------------------------------- |
| Verband:                                                       | Kroatischer Eishockeyverband           |
| Erstes Länderspiel:                                            |                                        |
| Slowakei 6:1 Kroatien 9. Februar 1941 in Bratislava, Slowakei  |                                        |
| Höchster Sieg:                                                 |                                        |
| Kroatien 34:1 Türkei 20. November 1993 in Zagreb, Kroatien     |                                        |
| Höchste Niederlage:                                            |                                        |
| Slowenien 15:1 Kroatien 7. November 1992 in Zagreb, Kroatien   |                                        |
| Slowenien 15:1 Kroatien 15. April 2001 in Ljubljana, Slowenien |                                        |

Die kroatische Eishockeynationalmannschaft der Männer wird nach der Weltmeisterschaft 2022 in der IIHF-Weltrangliste auf Platz 31 geführt und spielt in der Division II. Trainer der Mannschaft ist der frühere slowenische Nationalspieler Rok Rojšek.

## Geschichte
Seit dem 6. Mai 1992 ist die Kroatische Eishockeynationalmannschaft offizielles Mitglied beim Eishockeyweltverband IIHF. Insgesamt sind nach Angaben der IIHF 609 Eishockeyspieler registriert, davon 133 Männer, 74 Frauen und 313 Junioren. Rekordspieler bei Weltmeisterschaften ist der Stürmer Igor Jačmenjak, der zwischen 1997 und 2017 bei 17 Turnieren in 79 Spielen für Kroatien auf dem Eis stand. Marko Lovrenčić ist mit 62 Punkten in 55 Spielen der Topscorer des Landes bei Weltmeisterschaften.
Nach dem Ranking der IIHF belegt die kroatische Eishockeynationalmannschaft der Männer den 31. Platz, die der Frauen den 36. Platz. Ihre erste WM-Teilnahme hatte sie 1994, als die Mannschaft in der C-Gruppe antrat. Nach der Umstellung auf das heutige Divisionensystem erreichte die Mannschaft mehrfach die zweitklassige Division I, spielt aber nach dem Abstieg bei der Eishockey-Weltmeisterschaft 2018 wieder in der Division II.

## Erfolge

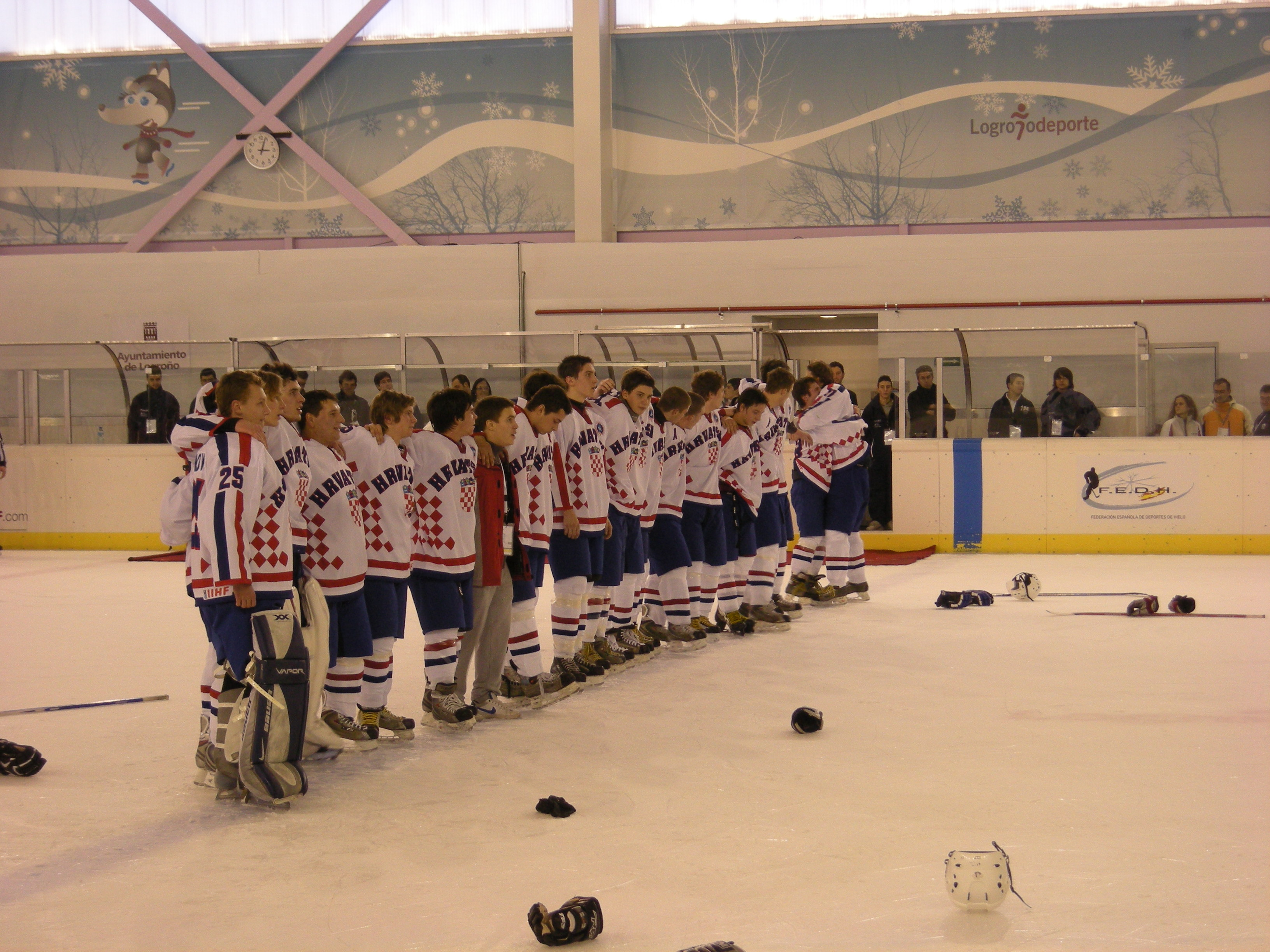
Die kroatische U20-Nationalmannschaft beim Gewinn der U20-Weltmeisterschaft Division II 2009.

Nach siebenjährigem Aufenthalt in den C- und D-Gruppen schaffte die Mannschaft im Jahr 2000 den Aufstieg in die neu geschaffene Division I, an der Kroatien drei Jahre teilnahm. Seit dem Abstieg in die Division II bei der WM 2003 im eigenen Land entwickelte sich das Team zur „Fahrstuhlmannschaft“, die zwischen den Divisionen I und II pendelt. Bei der WM 2005 sowie der WM 2007 gelang jeweils beim in der kroatischen Hauptstadt Zagreb ausgetragenen Turnier der Wiederaufstieg in die Division I. 2008 und 2009 gelang dann jeweils der Klassenerhalt in der Division I, bevor 2010 wieder der Abstieg in die Division II erfolgte. Bei der WM 2013 gewannen die Kroaten die im eigenen Land ausgetragene Gruppe A der Division II und kehrten damit vorübergehend wieder in die Division I zurück.

## Platzierungen

### Weltmeisterschaften
- 1993 – Qualifikation zur C-WM (2. Gr. C)
- 1994 – 32. Platz (4. C2-WM)
- 1995 – 30. Platz (1. C2-WM)
- 1996 – 28. Platz (8. C-WM)
- 1997 – 29. Platz (1. D-WM)
- 1998 – 29. Platz (5. C-WM)
- 1999 – 29. Platz (5. C-WM)
- 2000 – 27. Platz (3. C-WM)
- 2001 – 24. Platz (4. Division I, Gr. B)
- 2002 – 26. Platz (5. Division I, Gr. A)
- 2003 – 27. Platz (6. Division I, Gr. B)
- 2004 – 32. Platz (2. Division II, Gr. A)
- 2005 – 29. Platz (1. Division II, Gr. A)
- 2006 – 27. Platz (6. Division I, Gr. B)
- 2007 – 29. Platz (1. Division II, Gr. A)
- 2008 – 25. Platz (5. Division I, Gr. B)
- 2009 – 26. Platz (5. Division I, Gr. A)
- 2010 – 28. Platz (6. Division I, Gr. B)
- 2011 – 31. Platz (2. Division II, Gr. B)
- 2012 – 31. Platz (3. Division II, Gr. A)
- 2013 – 29. Platz (1. Division II, Gr. A)
- 2014 – 24. Platz (2. Division I, Gr. B)
- 2015 – 26. Platz (4. Division I, Gr. B)
- 2016 – 26. Platz (4. Division I, Gr. B)
- 2017 – 27. Platz (5. Division I, Gr. B)
- 2018 – 28. Platz (6. Division I, Gr. B)
- 2019 – 30. Platz (2. Division II, Gr. A)
- 2020 – abgesagt wegen der COVID-19-Pandemie
- 2021 – abgesagt wegen der COVID-19-Pandemie
- 2022 – 29. Platz (3. Division II, Gr. A)
- 2023 – 31. Platz (3. Division II, Gr. A)
- 2024 – 29. Platz (1. Division II, Gr. A)
- 2025 – 28. Platz (6. Division I, Gr. B)

### Qualifikation zu den Olympischen Spielen
- 1998 – Ausscheidungsrunde zur Gruppe C
- 2002 – keine Teilnahme
- 2006 – 28. Platz (Erste Qualifikationsrunde, 4. Gruppe E)
- 2010 – 26. Platz (Erste Qualifikationsrunde, 3. Gruppe C)
- 2014 – 30. Platz (Erste Qualifikationsrunde, 4. Gruppe G)
- 2018 – 26. Platz (Vor-Qualifikation Runde 2, 3. Gruppe J)
- 2022 – 30. Platz (Vor-Qualifikation Runde 3, 4. Gruppe G)